# Fawcett
Fawcett é um romance gráfico brasileiro, lançado em setembro de 2000, escrito por André Diniz e desenhado por Flavio Colin que conta a história do explorador britânico Percy Fawcett.
O livro, publicado pela editora Nona Arte, mistura fatos reais e ficção ao falar sobre a última expedição de Fawcett, em Mato Grosso, onde ele buscava a lendária cidade de El Dorado. Na HQ, Fawcett teria sido encontrado desmaiado por uma tribo de índios e forçado a se casar com a pajé da tribo. Ele tenta escapar do casamento forçado ao mesmo tempo em que busca descobrir o paradeiro de seu filho (que, na vida real, desapareceu na mesma expedição).
André Diniz sempre gostou das diversas lendas e teorias criadas para explicar o sumiço de Percy Fawcett, então escreveu o roteiro da história com o desejo de explorar essas possibilidades. O convite a Flavio Colin veio após um contato no qual ele ofereceu um valor baixo (o que era possível para ele, pois a Nona Arte era uma editora independente sem muitos recursos). Após uma educada recusa, Colin voltou a entrar em contato com Diniz posteriormente aceitando desenhar a história. Foi feita uma tiragem de 2 mil exemplares, que se esgotaram em três anos, um feito para uma edição independente brasileira, especialmente naquela época.
Em 2001, Fawcett ganhou o Prêmio Angelo Agostini de melhor lançamento e o Troféu HQ Mix de melhor graphic novel nacional. André Diniz e Flavio Colin também ganharam o Angelo Agostini, respectivamente, de melhor roteirista e melhor desenhista (Diniz também ganhou o HQ Mix de melhor roterista nacional).
Fawcett foi republicado em 2010 pela editora Devir.